# ماي يونغ
ماي يونغ (12 مارس 1923 - 14 يناير 2014) (بالإنجليزية: Mae Young)‏ مصارعة أمريكية سابقة.

## وصلات خارجية
- ماي يونغ على موقع IMDb (الإنجليزية)
- ماي يونغ على موقع قاعدة بيانات الفيلم (الإنجليزية)
- ماي يونغ على موقع دبليو دبليو إي (الإنجليزية)
- ماي يونغ على موقع WrestlingData.com (الإنجليزية)
- ماي يونغ على موقع CageMatch worker (الإنجليزية)
- ماي يونغ على موقع قاعدة بيانات المصارعة على الإنترنت (الإنجليزية)
- ماي يونغ على موقع عالم المصارعة على الإنترنت (الإنجليزية)
- ماي يونغ على موقع عالم المصارعة على الإنترنت (الإنجليزية)

1. ↑  ماي يونغ في onlineworldofwrestling.com نسخة محفوظة 15 يونيو 2017 على موقع واي باك مشين. [وصلة مكسورة]